# Richard Brent
Richard Brent, född 1757 i Stafford County, Virginia, död 30 december 1814 i Washington, D.C., var en amerikansk politiker (demokrat-republikan). Han representerade delstaten Virginia i båda kamrarna av USA:s kongress, först i representanthuset 1795-1799 samt 1801-1803 och sedan i senaten från 1809 fram till sin död.
Brent studerade juridik och arbetade sedan som advokat. Han blev invald i representanthuset i kongressvalet 1794. Han omvaldes två år senare. Han efterträddes 1799 som kongressledamot av federalisten Leven Powell. Brent tillträdde sedan 1801 på nytt som kongressledamot för Virginias 17:e distrikt. Han lämnade representanthuset i mars 1803.
Brent efterträdde 1809 Andrew Moore som senator för Virginia. Han avled 1814 i ämbetet och gravsattes på familjekyrkogården i Stafford County, Virginia.